# George Adomeit
George Gustav Adomeit (* 15. Januar 1879 in Memel; † 22. November 1967 in Cleveland, Ohio),  war ein deutschamerikanischer Maler, Grafiker und Druckunternehmer.

## Leben
Adomeit wurde als Sohn seines gleichnamigen Vaters und der Anna Adomeit, geb. Glozat, geboren. Als er vier Jahre alt war, zog die Familie nach Cleveland. Er interessierte sich bereits früh für Malerei; 1894 gewann er den Wettbewerb um ein vierjähriges Stipendium der Cleveland School of Art. Seine erste Einzelausstellung hatte er 1912 in einer örtlichen Galerie.
Adomeit spielte in der Künstlergemeinschaft von Cleveland eine große Rolle. Er war einer der Gründer der Cleveland Society of Artists und stellte 40 Jahre lang an den May Shows des Cleveland Museum of Art aus, 24 mal wurden seine Werke ausgezeichnet. Daneben stellte er seine Werke im Toledo Museum of Art (1928–1935), der Pennsylvania Academy of Fine Arts (1925–1941), der Corcoran Gallery of Art (1928–1937) und weiteren öffentlichen Museen in Detroit, Chicago, Saint Louis, Pittsburgh, Los Angeles und New York aus. Zu seinen bekannteren Werken zählt Down to the Harbor (1925).
1902 kaufte Adomeit mit seinem Geschäftspartner W. H. Webster eine Druckerei, die sie unter dem Namen Caxton Engraving Co. in den 1920er Jahren zu einem der fünf größten Druckkonzerne des Landes ausbauen konnten. Adomeit war von 1937 bis zu seiner Pensionierung 1956 ihr Präsident und Kunstdirektor. Er war Mitglied des Cleveland Print Club und der American Graphic Association.
George Adomeit war mit Ida von den Steinen (1879–1976) verheiratet; ihr gemeinsames Grab befindet sich auf dem Lake View Cemetery. Beider Tochter war die Buchsammlerin und Philanthropin Ruth E. Adomeit.

## Sammlungen
- Cleveland Museum of Art, Cleveland, Ohio